# Nowomęczennik
Nowomęczennik – jeden z tytułów świętych w Kościołach prawosławnych, w Kościele katolickim obrządku bizantyjsko-ukraińskiego, a także przyjęty w programie KKER „Katoliccy nowomęczennicy Rosji”, nadawany osobom, które poniosły bezpośrednią śmierć męczeńską za wiarę lub też zmarły w wyniku represji skierowanych przeciw chrześcijanom przez rządy związane z innymi religiami lub popierające doktrynę ateizmu państwowego. 
Poprzez dodanie przedrostka nowo- męczennicy ci są odróżniani od pierwszych męczenników chrześcijańskich, zamordowanych w czasie prześladowań w starożytnym imperium rzymskim. Wśród najważniejszych grup nowomęczenników wymienia się ofiary prześladowań tureckich w Grecji w XIX w. (wspomnienie w trzecią niedzielę po Zesłaniu Ducha Świętego) oraz ofiary totalitarnych rządów w Chinach i w ZSRR (wspomnienie w pierwszą sobotę po 25 stycznia w Rosyjskiej Cerkwi Prawosławnej). 